# لالة هيراياما
لالة هيراياما هي مقدمة تلفزيونية وعارضة وممثلة يابانية، ولدت في 10 فبراير 1988 في هيراتسوكا في اليابان.